# Taavi Toom
Taavi Toom (ur. 7 września 1970 w Tartu) – estoński prawnik, dyplomata, w latach 2009–2013 ambasador w Polsce.

## Życiorys
W 1993 ukończył studia prawnicze na Uniwersytecie w Tartu. Po ukończeniu studiów był redaktorem działu zagranicznego dziennika "Postimees", po czym przeszedł do pracy w Ministerstwie Spraw Zagranicznych. Pracował w Departamencie Unii Europejskiej (1994–1996), przedstawicielstwie Estonii przy Wspólnotach Europejskich (1996–1999) oraz jako dyrektor biura prasowego MSZ (1999–2001).
W latach 2001–2006 kierował estońską misją dyplomatyczną w Danii. Po powrocie do kraju stał na czele Departamentu Unii Europejskiej MSZ. W 2009 został ambasadorem w Polsce. Listy uwierzytelniające złożył prezydentowi Lechowi Kaczyńskiemu 9 października. Pełnił również misję ambasadora w Rumunii . Ambasadorem w Polsce był do 2013.
W 2018 dołączył do partii Estonia 200. W wyborach w 2019 bez powodzenia kandydował z list tej partii do Riigikogu.
Żonaty, ma trójkę dzieci. 

## Odznaczenia
- Krzyż Komandorski Orderu Zasługi Rzeczypospolitej Polskiej – 2013[7][8]